# Flags de Port Huron
Les Flags de Port Huron sont une franchise professionnelle de hockey sur glace en Amérique du Nord qui évolue dans l'United Hockey League. L'équipe est basée à Port Huron dans l'État du Michigan.

## Historique
La franchise est créée en 1962. Elle évolue en Ligue internationale de hockey jusqu'en 1981. Durant les années 1971 à 1974, la franchise a été renommée Wings de Port Huron. En 2005, la franchise rejoint la United Hockey League. 

### Saisons en UHL
Note: PJ : parties jouées, V : victoires, D : défaites, N : matchs nuls, DP : défaite en prolongation, DF : défaite en fusillade, Pts : Points, BP : buts pour, BC : buts contre, Pun : minutes de pénalité
| Saison    | PJ | V  | D  | N | DP | DF | Pts | Classement                  | Séries éliminatoires      |
| --------- | -- | -- | -- | - | -- | -- | --- | --------------------------- | ------------------------- |
| 2006-2007 | 76 | 29 | 37 | - | -  | 10 | 68  | 4e place, division est      | Défaite en première ronde |
| 2005-2006 | 76 | 23 | 47 | - | -  | 6  | 52  | 5e place, division centrale | Ne participe pas          |